# Вуктыл (приток Вычегды)
Вуктыл (устар. Вуктыль) — река в России, течёт по территории Усть-Куломского района Республики Коми. Устье реки находится в 691 км по левому берегу реки Вычегды на высоте 97 м над уровнем моря. Длина реки составляет 32 км.

## Данные водного реестра
По данным государственного водного реестра России относится к Двинско-Печорскому бассейновому округу, водохозяйственный участок реки — Вычегда от истока до города Сыктывкар, речной подбассейн реки — Вычегда. Речной бассейн реки — Северная Двина.
Код объекта в государственном водном реестре — 03020200112103000016071.